# Rokot

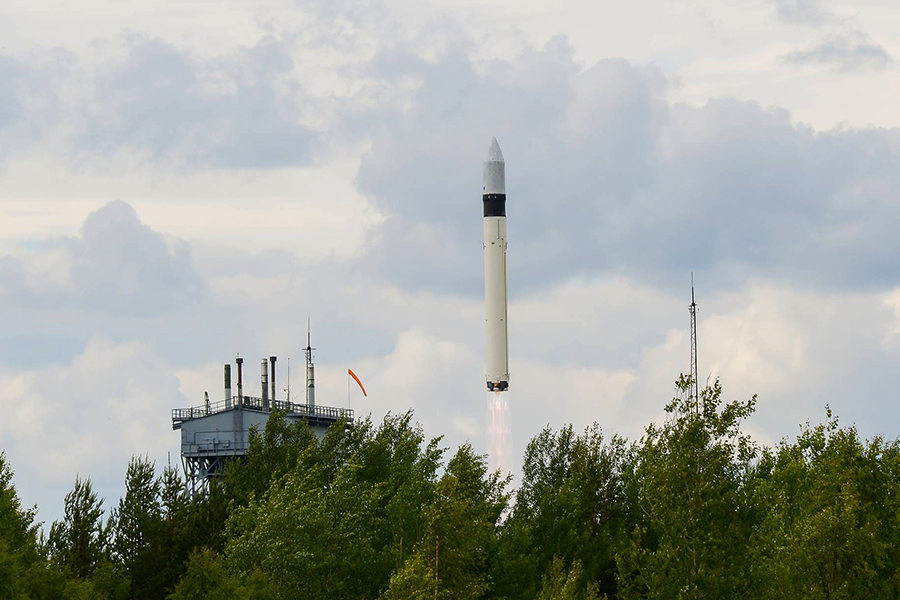
Razzo Rockot

Rokot (russo: Рокот che significa ruggito), era un veicolo di lancio spaziale russo con la capacità di portare un carico di 1950 chilogrammi fino a 200 km in orbita terrestre con 63° di inclinazione.
È un derivato del missile balistico intercontinentale UR-100N (SS-19 Stiletto) fornito da Eurockot Launch Services. Il primo lancio è avvenuto il 20 novembre 1990 dal cosmodromo di Bajkonur, l'ultimo lancio il 27 dicembre 2019 dal Cosmodromo di Pleseck, da dove sono avvenuti tutti i lanci commerciali, usando una speciale rampa di lancio ricostruita da uno dei razzi Kosmos-3M. Il costo di un lancio commerciale è di circa 14 milioni di dollari statunitensi.
La produzione del razzo è stata interrotta a causa di una legge del parlamento ucraino del 2015 che imponeva il bando all'esportazione di prodotti di alta tecnologia verso la Russia; il sistema di guida era costruito parzialmente in Ucraina.